# Horda Azul

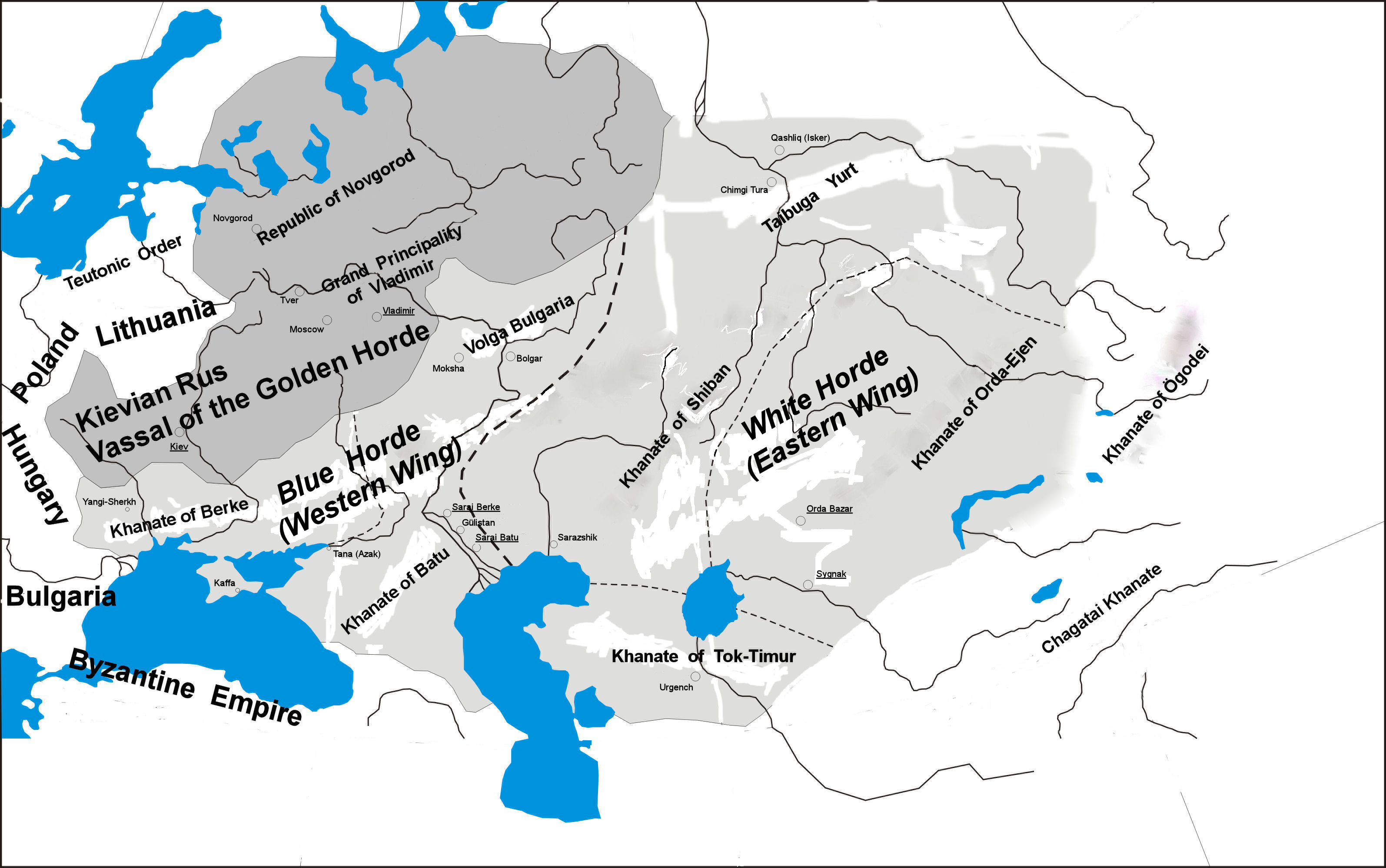
Mapa de la Horda Dorada, donde se detalla la ubicación de la Horda Azul

La Horda Azul (en mongol: Цэнхэр орд, en tártaro: Күк Урда/Kük Urda, en turco: Gök Ordu), fue una de las ulus (hordas) del Imperio mongol formada hacia 1227, tras la muerte de Gengis Kan y la posterior división de su imperio. Era la parte occidental constituyente de la Horda de Oro (estando la Horda Blanca en la parte oriental).

## El problema de identificar el color de las hordas
En la historiografía no hay una opinión unánime sobre qué término describe a cada cual, ya que en las fuentes medievales aparecen contradictorias.

### La parte oriental de la Horda de Oro
Según el punto de vista tradicional en las crónicas rusas, la Horda Azul es vista como la parte oriental de la Horda de Oro, quien dominaba el oeste, y era gobernada por los descendientes de Orda Kan. Tras la lucha sucesoria de la línea de Batú en la década de 1360, conocida como "los grandes problemas", la autoridad de ambas partes de la Horda de Oro pasó a manos de los joquíes orientales.

Según las crónicas rusas, la Horda Azul estaba situada al este del Volga y se menciona dos veces: la primera vez en relación con los grandes problemas, que se completó con la ascensión de Toqtamish ("zar de la horda azul"), y la segunda con la invasión de Timur en 1395.
"[...] En la horda: al poderoso kan, Temir Aksak, del Este, de la Horda Azul, la tierra de Samarkhiyskia, y es mucha confusión y motín a vaivodas en la horda y en Rusia por su advenimiento. [...] Ni rey, ni hijo de rey, ni su tribu existieron dentro de sus noyanos, sino tales de la gente simple y pobre, los tártaros comunes de la Horda Azul, hasta la Puerta de Hierro".

### La parte occidental de la Horda de Oro
Según el punto de vista menos popular y alternativo, la Horda Azul, por el contrario, corresponde a la parte occidental de la Jochid Ulus (Horda de Oro). Esta opinión se basa en el movimiento literal a la información de la composición persa del siglo XV "Muntakhab atm-tavarikh- namu" por Muin ad-Din Natanzi (en la literatura contemporánea todavía hay "por el autor anónimo de iskandera"). Se dice después de la historia sobre la administración de la Horda de Oro kan Toqta (r.1291-1312) en este trabajo:
"Después de él, la horda de Jochi se dividió en dos partes. Aquellos, que se refieren al ala izquierda, es decir, los límites de ulug-taga, Sekiz-yagacha y Karatala hasta los límites de Tuysena, entornos de Jend y Barchkenda, se afirmaron después de los descendientes [Nogai], y comenzaron a ser llamados por los sultanes de Ak-Horde; sin embargo, el ala derecha, que incluye Ibir-Sibir, Ruso, Libka, Ukek, Madzhar, Búlgaro, Bashgird y Srai-Berke, fue dada a los descendientes [Tokhta], y los llamaron los sultanes de la Horda Azul."
Sin embargo, como demuestran los estudios contemporáneos, con toda probabilidad se entienden incorrectamente, ya que en la tradición persa los colores azul y blanco indican los lados opuestos de la luz en comparación con la turca y la mongola.

### Una de las partes del ala izquierda de la horda de oro
En Kazajistán este convencional es el tercer punto de vista, según el cual la división en "Hordas Blancas y Azules" se refiere sólo a la parte oriental del Jochid Ulus. En consecuencia, la Horda Azul se entiende como infantazgo de Shiban, otro hijo de Jochi, que se encuentra entre el ala derecha de la horda de oro y la horda de Orda Kan (en el territorio de la moderna Kazajistán occidental).

## Fundación
Batú Kan fundó efectivamente la Horda Azul tras la retirada de Europa en 1242 y, en 1245, Sarai, la capital de la Horda Azul, había sido fundada en el bajo Volga. Al mismo tiempo, las tierras orientales de la Horda de Oro fueron administradas por Orda, el hermano mayor de Batú, y pasaron a conocerse como la Horda Blanca. Batu afirmó su control sobre los principados rusos tras saquear las ciudades de Vladimir en 1238 y Kiev en 1240, obligándolos a pagar tributos anuales y a aceptar sus nombramientos como príncipes.

## Era dorada
La Horda Azul se extendía desde el río Ural hasta las desembocaduras del Danubio y los Cárpatos. Exigía tributo a la mayoría de los principados rusos y realizaba incursiones tan al oeste como Polonia y tan al sur como Irán y Bulgaria.
A partir de la conversión de Berke al Islam, la Horda Azul estableció una alianza tradicional con los mamelucos de Egipto contra su rival común, los il-Khanes. 
Desde la década de 1280 hasta 1299, la Horda Azul estuvo efectivamente bajo el control de dos kanes, los kanes legítimos y Nogai Kan, un señor de la guerra y hacedor de reyes, que hizo una alianza con el Imperio bizantino e invadió los países limítrofes de la Horda Azul, en particular en los balcanes. La preeminencia de Nogai terminó con la afirmación del kan legítimo Toqta, y la Horda Azul alcanzó la cúspide de su poder y prosperidad durante los reinados de Uzbeg Kan (Öz Beg) y su hijo Jani Beg, a mediados del siglo XIV, cuando intervino en los asuntos del ilkanato, en proceso de desintegración.

## Caída
La Horda Azul se mantuvo fuerte desde su fundación (hacia 1240) hasta la década de 1350. Los problemas en el oeste de la horda condujeron a la pérdida final de Valaquia, Dobruja, Moldavia y el oeste de Ucrania y los principados vasallos al oeste de Kiev, perdiendo esas tierras a manos de Lituania tras ser derrotada por su ejército en la batalla de las Aguas Azules en 1362, y Polonia. La muerte de Jani Beg llevó a la Horda Azul a una prolongada guerra civil, con los kanes concurrentes luchando entre sí y sin poder real. Al mismo tiempo, Mamái se convirtió en el rey de la Horda Azul. En esta época, Moscovia se separó del dominio mongol (al menos hasta principios del siglo XIV).
No fue hasta la llegada de Toqtamish cuando se eliminaron los kanes concurrentes. Unió la Horda Azul con su propia Horda Blanca y creó la Horda de Oro en 1380. La Horda Azul se fusionó con las otras dos hordas, pero nunca desapareció realmente hasta que finalmente la Horda de Oro fue derrotada.